# Medaglia miracolosa

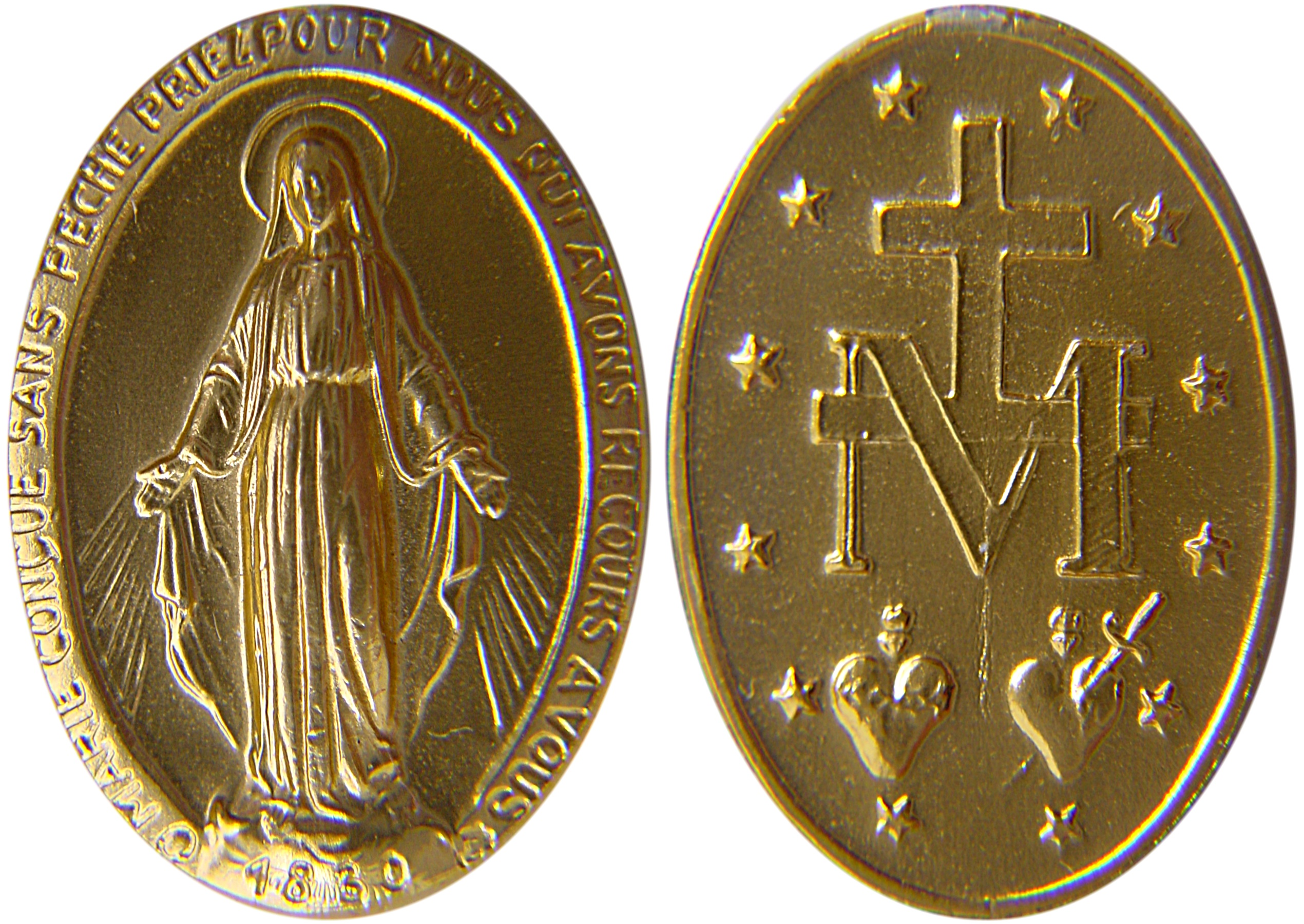
La medaglia miracolosa

Medaglia miracolosa (o medaglia della Madonna delle Grazie, o medaglia dell'Immacolata) è il nome che la tradizione cattolica ha dato alla medaglia realizzata in seguito a quanto accaduto nel 1830 a Parigi, in rue du Bac n. 140, a Santa Caterina Labouré, novizia nel convento delle figlie della carità di San Vincenzo de' Paoli, la quale avrebbe avuto delle apparizioni mariane. 

Secondo quanto riferito da suor Labouré, questa medaglia fu coniata — in seguito a quanto richiesto dalla Madonna durante la seconda apparizione (27 novembre 1830) — come segno di amore, pegno di protezione e sorgente di grazie. I papi Gregorio XVI e Pio IX ne hanno fatto uso (Laurentin, 1996). Da allora, la cosiddetta "Cappella delle Apparizioni" è divenuta un frequentato luogo di culto, aperto a tutti i fedeli.

## Origine del nome
Diffusa nella regione di Parigi durante l'epidemia di colera del 1832 dalle Figlie della Carità, la medaglia avrebbe dato luogo a parecchie, inspiegabili guarigioni. Nel febbraio 1834 è documentato l'appellativo popolare di miracolosa senza che, ancora, fosse noto il suo legame con le apparizioni di rue du Bac (Laurentin, 1980).

## Analisi dei simboli
La forma della medaglia è ovale. Nelle risultanze dell'inchiesta canonica datata 13 luglio 1836 si legge che «la medaglia trae origine da una visione e [...] è la copia fedele di un quadro che una suora della Carità di san Vincenzo de Paoli nella cappella di comunità riferì di aver visto. [...] Si è emessa l'opinione che la visione non avrebbe potuto essere immaginaria, né fantastica, essendosi ripetuta più volte [...] che non era l'effetto di un sogno, né il prodotto di un'immaginazione esaltata, avendo avuto luogo di giorno, durante l'orazione o la messa [...] Gli effetti della Medaglia [...] sembrano dei mezzi attraverso i quali il cielo sembra aver confermato la realtà della visione, la verità del racconto e approvato la coniazione e la propagazione della Medaglia» (Guida, 2000). La visione da cui scaturì l'effigie avvenne verso le 17.30, durante la preghiera che seguiva la meditazione; stando al racconto, la Madonna apparve accanto al quadro di san Giuseppe, alla destra della veggente.

### Iconografia
- Il serpente: Maria è raffigurata nell'atto di schiacciargli la testa. L'immagine era stata preannunciata nella Bibbia, con le parole: «Io porrò inimicizia tra te e la donna [...] questa ti schiaccerà la testa e tu le insidierai il calcagno» (Gen 3,15[3]). In tal modo, Dio dichiarò iniziata la lotta tra il bene e il male (simboleggiato dal serpente, cioè il diavolo). Questa lotta è vinta da Gesù Cristo, il nuovo Adamo, insieme a Maria, la nuova Eva.
- I raggi di luce: simboleggiando le grazie, dalla Chiesa sono definiti la Tesoriera di Dio. Alcuni raggi non arrivano a Terra e questi rappresentano le grazie che la Madonna può ancora dare, ma non sono state ancora richieste da nessuno.
- La giaculatoria: queste immagini sono incorniciate dall'invocazione «o Maria, concepita senza peccato, pregate per noi che ricorriamo a Voi», materializzatasi durante l'apparizione (in originale: «O Marie, conçue sans péché, priez pour nous qui avons recours à vous»).

- Le 12 stelle: sono le 12 tribù d'Israele e i 12 apostoli. La Vergine è anche salutata come Stella del mare nella preghiera Ave Maris Stella. In proposito, va notato che nelle sue memorie suor Labouré non ha mai parlato delle stelle, né del loro numero (Chierotti, 1963).
- Il cuore coronato di spine: è il Sacro Cuore di Gesù. Fu Maria che lo formò nel suo grembo. Gesù ha promesso a santa Margherita Maria Alacoque la grazia della vita eterna per i devoti del suo Sacro Cuore, che simboleggia il suo amore infinito e senza limiti.
- ll cuore trafitto da una spada: è il Cuore Immacolato di Maria, inseparabile da quello di Gesù, secondo quanto profetizzato da Simeone in Lc 2,33-35[4]. Anche nei momenti più tragici della sua passione e morte in croce, Maria era lì, condividendo il suo dolore.
- M: ovvero Maria. La M sostiene una traversa che regge la Croce, che rappresenta la prova. Questo simbolismo indica lo stretto rapporto di Maria e di Gesù nella storia della salvezza.
- I : ovvero Jesus. Il monogramma composto dalla I di Gesù intersecata dalla M di Maria e la Croce, rappresenta Gesù Salvatore e la Madonna, corredentrice, fortemente legata a Lui nell'opera di redenzione. (don Leonardo Maria Pompei).
- La traversa e la Croce: simboleggiano la prova. Essendo la messa, per la dottrina cattolica, la  ripresentazione al Padre del sacrificio del Calvario, qui è sottolineata l'importanza del sacrificio eucaristico nella vita cristiana.

## La preghiera
La giaculatoria che, secondo suor Labouré, la Madonna volle incisa sulla medaglia, è ritmata sui «due tempi essenziali della preghiera cristiana: l'invocazione e la lode» (Rondet, 2004). Secondo il disegno di Dio, Maria si fa advocata, cioè colei che difende.
- Il saluto: risuona qui l'Ave, o Maria con cui l'arcangelo Gabriele introduce il suo annuncio (Lc 1,28[5]). Più che un'implorazione infatti, le parole o Maria sono da intendersi come un approccio, un grado nuovo di intimità e di amicizia del fedele con colei che, attraverso il Figlio, è tramite privilegiato verso il Padre poiché, dal momento del suo sì «ella si rivolge al Signore con un rapporto speciale di umiltà e di confidenza» (Lodi, 1996).
- L'inno: l'affermazione concepita senza peccato presuppone una sovrabbondanza di grazie che si riversano sull'umanità. «La perfetta disponibilità della “serva del Signore” (Lc 1,38[6]), che si abbandona fiduciosamente a Dio e rischia l'esistenza sulla sua parola [...] è in antitesi [...] con la figura della donna genesiaca: Maria è il contrario di Eva in quanto in lei non ha la meglio il peccato, ma l'adesione cordiale al volere di Dio» (De Fiores, 1996).
- La supplica: questo rovesciamento di prospettiva si palesa nel passaggio pregate per noi. Emerge qui un doppio movimento: la preghiera a Maria si fa per riceverla, al contrario dalle formule con cui ci si rivolge a Dio. «Questa diversità di vocabolario indica bene la differenza. Quando chiediamo a Maria di pregare per noi, lo facciamo con fiducia perché, nella nostra umanità, lei viene associata in modo unico all'opera della Trinità» (Rondet, 2004). Nella Lumen Gentium ella è chiamata «sacrarium Spiritus Sancti», ciò che «indica l'inabitazione dello Spirito Santo in Maria in modo del tutto singolare e superiore a quella degli altri cristiani [...] Per cui lo Spirito diventa un solo principio con Maria sul piano dell'azione. Sì che l'azione del pregare di Maria è allo stesso tempo preghiera di Maria e preghiera dello Spirito (è lo Spirito che prega, Rm 8,26[7]; è lo Spirito che grida: Abbà, Gal 4,6[8])» (Amato, 1996). Per un misterioso dono conferitole dallo Spirito dunque, l'intercessione di Maria ha il potere di smuovere la misericordia del Figlio nel tempo dell'uomo. Alle nozze di Cana (Gv 2,4-5[9]) Gesù risponde «non è ancora giunta la mia ora», indicando un tempo escatologico; Maria però suggerisce: «Fate quello che vi dirà». Per suo tramite dunque, la preghiera diviene atto di trasformazione, poiché nel manifestarsi della gloria di Dio la visuale dell'uomo si amplia e si arricchisce, gli affanni scolorano, la speranza ne è vivificata. Ma la vicenda di Cana è importante anche perché dà conto dell'attenzione di Maria ai bisogni degli uomini: ella è infatti la prima ad accorgersi che il vino è finito (Gv 2,3[10]) e a chiedere al Figlio di provvedere, affinché non sia compromesso il buon andamento della festa nuziale.
- L'abbandono: la chiusura della giaculatoria, quel ricorriamo a voi, segna il momento del totale abbandono. Nella prospettiva di fede, questo stato è sempre connotato positivamente, come atto volontario, tant'è che per descriverlo si ricorre a immagini archetipiche: il pianto del neonato manifesta una fiduciosa attesa delle cure materne, l'abbandono a un amore protettivo, senza cui la sopravvivenza è impossibile. L'analogia rende lo scoramento dell'uomo di fronte alle difficoltà e al peccato, che solo la misericordia di Dio può alleviare e sanare. Mediatrice perfetta, Maria s'incarica di innalzare agli occhi del Padre le necessità umane, di cui condivide le attese e le speranze.

## Interpretazione teologica
La visione che suor Labouré trasfuse nella medaglia è una sorta di summa dottrinaria e di sintesi devozionale, il cui significato si chiarisce col passare del tempo, ma non potrà mai dirsi definitivamente compiuto. «Questo significato era sconosciuto ai veggenti, che si limitavano a trasmettere un messaggio, come una macchina spirituale. [...] Ciò equivale a dire che non si può studiare l'avvenimento della 'rue du Bac' staccandolo dalla sua posterità, dalla sua costellazione. Il segno dei tempi non è limitato all'avvenimento 'rue du Bac' [...] Il segno è l'insieme, la totalità [...] il 'concerto' degli avvenimenti mistici apparentati, che si scaglionano nella durata storica dopo il 1830, che si producono ancora clandestinamente, che si riprodurranno, e dei quali il significato può essere capito solo alla fine». Ancora: «Un problema pratico di ogni cristiano è quello di concentrare il massimo nel minimo. [...] Il difficile sta nel trovare un simbolo [...] che parli a tutti [...] La medaglia è questo simbolo: un simbolo del tutto; un punto [...] che riempie tutto» (Guitton, 1997).

### Aspetti teologici
La Madonna è effigiata come la donna vestita di sole (Ap 12,1), che biblicamente esprime la trascendenza di Dio. «Inoltre il gesto di 'vestire', quando ha per soggetto Dio, significa l'amore, la tenerezza, la sollecitudine che egli nutre» (Serra 1, 1996). Ella indossa camice, mantello e velo, che non lasciano trasparire le sue fattezze, al di là dei lineamenti del viso. È un abbigliamento sacerdotale, che intreccia un linguaggio di pudore sacro (la dalmatica) a uno di consacrazione (il velo). «I due linguaggi esprimono lo Spirito creatore e santificante, che aleggia sulle acque». La Vergine velata è perciò la traduzione della Vergine dell'annunciazione «coperta [...] dalla duplice 'adombrazione' dell'Onnipotenza e dello Spirito» (Guitton, 1997).

### Regalità di Maria
Le braccia della Madonna sono tese, in un gesto di compiacenza, nell'atto di distribuire grazie ai fedeli, rappresentate dalla luce che irradia. «La distensione [...] indica un dono totale: quello che Maria fa di se stessa a chi la implora. Le mani sono di 'Signora', di 'Regina', che non possono non evocare [...] la sposa del Cantico dei Cantici» (Guitton, 1997). Si rielaborano qui secoli di culto liturgico e di pietà popolare, che fin dal Medioevo avevano trovato espressione nelle antifone mariane, specie nella Salve Regina.

### La Gerusalemme celeste
Sull'altra faccia figurano la lettera M (cioè Maria) sormontata dalla Croce, e sotto i fiammeggianti cuori di Gesù e di Maria; quest'insieme è circondato da 12 stelle, come descritto in Ap 12,1. Tale iconografia è tradizionalmente interpretata come simbolo di redenzione, attraverso la passione di Gesù e di Maria, e di corredenzione di quest'ultima, mentre le stelle rappresentano le virtù mariane. A questa lettura va aggiunta anche quella derivante da Ap 21,10-14, dove la donna, espressione del nuovo popolo di Dio, cioè la Chiesa di Cristo, simboleggia Gerusalemme, la città santa discesa dal cielo, con 12 porte, sormontate da 12 angeli e i 12 nomi delle tribù dei figli di Israele; le mura della città poggiano su 12 basamenti, sopra cui sono i 12 nomi dei 12 apostoli dell'Agnello (Serra 1, 1996). In questo modo, la Medaglia miracolosa si propone quale sintesi delle due esegesi che hanno disputato intorno ad Ap 12,1: quella ecclesiologica e quella mariologica. Parrebbe inoltre concretizzare la visione profetica di Is 62,2-3 per cui «ti si chiamerà con un nome nuovo che la bocca del Signore indicherà. Sarai una magnifica corona nella mano del Signore, un diadema regale nella palma del tuo Dio», nonché quella di Bar 5,1-5, della Gerusalemme rivestita «dello splendore della gloria che ti viene da Dio per sempre».

### I segni cristologici
Una più recente traduzione dei segni, di carattere cristologico, vede invece nella croce, nella lineetta e nella M tre lettere dell'alfabeto greco (X, J, M), iniziali della frase che campeggia nelle rappresentazioni e nelle iscrizioni del mondo classico, ovvero «di Cristo Gesù Madre» (Chierotti, 1979). Questa centralità di Maria, che una tendenza teologica postconciliare aveva messo in ombra, nella medaglia è esaltata al punto che «non è lecito accantonare la Madre, perché [...] ella è vitalmente, ontologicamente legata al Figlio. La mariologia è unita strettamente alla cristologia: abbandonare o anche solo ridimensionare la prima significa mettere in causa pure la seconda» (Messori, 2008).

### La Virgo Potens
Secondo il racconto di suor Labouré, all'inizio dell'apparizione del 27 novembre la Madonna, ritta su una semisfera, reggeva fra le mani, all'altezza del cuore, un globo dorato, offrendolo a Dio con atteggiamento materno, mentre una voce interna diceva alla veggente: «Questo globicino simboleggia il mondo intero ed ogni anima in particolare!» (Chierotti, 1979). Qui è l'immagine missionaria di Maria, la Virgo Potens, nel suo ruolo regale di mediatrice fra Dio e gli uomini, con l'intento di fare del regnum hominis il regnum Dei (Masciarelli, 1996).

### Funzione materna
Il globo mostrato da Maria fa riferimento alla sua maternità spirituale per gli uomini, in funzione d'una mediazione ascendente (Chierotti, 1979) di cooperazione umana dipendente dal Cristo. «Nell'intero arco della storia della salvezza, Maria [...] diventa realtà operante ed efficiente dal momento del suo consenso espresso nell'evento salvifico dell'annunciazione» (Meo, 1996). Tale immagine non è rappresentata nella medaglia, ma ne costituisce il presupposto; tant'è che, qualche mese prima della morte (31 dicembre 1876), suor Labouré insistette affinché, nella cappella di rue du Bac, fosse realizzato un altare con la statua della Madonna col globo: cosa che, dopo varie traversie, fu definitivamente autorizzata da Leone XIII nel 1885 (Laurentin, 1980).

### Socia del Redentore
Nella seconda fase della visione di suor Labouré il globo scompare «forse in alto, forse soffuso dalla luce». A quel punto, le braccia della Madonna si abbassano e dagli anelli alle dita dipartono raggi luminosi che avvolgono il mondo sotto i suoi piedi: la mediazione di Maria si fa discendente (Chierotti, 1979), s'indirizza agli uomini, perché «nessuna sua cooperazione può essere indicata in quel settore della salvezza che va dal momento della creazione a quello dell'incarnazione, e niente ci può far pensare ad un suo specifico influsso diretto sulla salvezza del cosmo». La sua cooperazione è singolarmente associata a quella del Redentore «perché gli uomini fossero liberati dalla schiavitù del peccato ed avessero aperta la via della salvezza» (Meo, 1996). Alle nozze di Cana, il primo segno della missione di Gesù (Gv 2,11) si manifesta per intercessione di Maria (Gv 2,5).

## Realizzazione e diffusione
Non poche furono le difficoltà per giungere alla realizzazione della medaglia: le autorità religiose erano infatti caute di fronte alle rivelazioni di suor Labouré. Il suo confessore, padre Jean-Marie Aladel, a tutta prima giudicò severamente il racconto delle apparizioni: «Pura illusione! [...] Se volete onorare Nostra Signora, imitate le sue virtù, e guardatevi dall'immaginazione!». Di fronte allo stallo, nell'autunno 1831 suor Labouré sbottò: «La Vergine è dispiaciuta!». A quel punto, col supporto del confratello Jean-Baptiste Étienne, futuro superiore generale della congregazione, padre Aladel si rivolse all'arcivescovo di Parigi, che diede la sua approvazione al conio. Nella primavera 1832 l'incarico venne affidato all'orafo Vachette di quai des Orfèvres 54; il modello indicato per il recto fu quello della statua dell'Immacolata Concezione di Edmé Bouchardon, visibile nella chiesa di Saint-Sulpice. Il 30 giugno, i primi 1.500 esemplari furono battuti. Suor Labouré ricevette la medaglia ai primi di luglio e la approvò (Laurentin, 1980). La diffusione fu rapidissima: nel 1835, il giornale La France Catholique la definì «uno dei più grandi segni degli ultimi tempi», rivelando che la portavano anche i membri della famiglia reale (Sicari, 2007); nello stesso anno, è testimoniata a Roma da un sonetto di Giuseppe Gioachino Belli; nel primo decennio, solo in Francia ne circolarono oltre cento milioni di copie (Chierotti, 1979); alla morte di suor Labouré, aveva superato il miliardo di esemplari (Di Lorenzo, 2004). Il 7 dicembre 1838, Gregorio XVI accordò il permesso di portarla. Oggi è di gran lunga la più diffusa di tutti i tempi, per un totale di parecchi miliardi in ogni parte del mondo (Laurentin, 1996).

### Cautele della gerarchia
L'arcivescovo di Parigi, monsignor Hyacinthe-Louis de Quélen, quando fu portato a conoscenza dei fatti di rue du Bac e della richiesta di Maria tramite suor Labouré, rispose: «Nessun inconveniente a far coniare la Medaglia», ritenendola conforme alla fede e alla pietà. Stabilì tuttavia: «Non si formulino giudizi prematuri sulla natura della visione, né si rivelino le circostanze. Si diffonda questa medaglia, semplicemente. E si giudicherà l'albero dai suoi frutti» (Laurentin, 1980). In merito, si è ipotizzato che l'arcivescovo guardasse con particolare favore «a qualsiasi misura che potesse allentare il tenore anticlericale dei tempi» (Burton, 2001). Col moltiplicarsi delle notizie relative agli eventi prodigiosi che sarebbero stati determinati dalla medaglia però, crebbero anche le domande circa la sua origine. Per non urtare le suscettibilità della curia romana, dove i dossier su presunti miracoli non erano ben accolti, si pensò di pubblicare le informazioni relative alle apparizioni in un opuscolo devozionale dal titolo Mois de Marie. Fu padre Aladel, il 17 marzo 1834, a stendere un prudente e succinto racconto degli eventi, che fu dato alle stampe e divulgato il 10 aprile. Nel manoscritto originale si leggeva che suor Labouré «ha creduto di vedere»; in una stesura successiva, resasi necessaria di fronte ai sempre maggiori interrogativi del pubblico, padre Aladel chiarì invece che «durante l'orazione ha visto un quadro», sottolineando come la Vergine sia apparsa «nel modo in cui si è soliti vederla rappresentata sotto il titolo dell'Immacolata Concezione». Questa nuova pubblicazione vide la luce come Notice il 20 agosto; tirata in 10.000 copie, fu in breve esaurita; la seconda edizione, del 20 ottobre, fu di 15.000 copie ma finì altrettanto presto; si arrivò a una terza edizione, in 37.664 copie. Anche sulla Notice i particolari circa le apparizioni furono omessi: precauzione necessaria affinché Roma non intendesse che si volesse dar rilievo a fatti di carattere superstizioso (Laurentin, 1980).

### Adattamento della visione
Il bozzetto che padre Aladel ricostruì in base ai racconti di suor Labouré, e che poi divenne l'incisione della medaglia, per alcuni elementi differisce da quanto le testimonianze autografe della veggente lasciano trapelare. Le difformità più importanti sono due: le 12 stelle che compaiono sul verso, forse un adattamento alla donna dell'Apocalisse, e l'assenza del globo che ella teneva fra le mani. Su quest'ultimo, di cui il Mois de Marie e la Notice non fanno menzione, si è appuntata l'indagine storica, che ha proposto quattro diverse soluzioni: non c'era nella visione del 27 novembre, ma in un'altra; faceva parte della medesima apparizione, che però si è svolta in due fasi; è un'invenzione di suor Labouré; l'unica, effettiva visione, fu quella della Vergine col globo, che padre Aladel avrebbe però conformato alla classica immagine dell'Immacolata Concezione, con le braccia distese e le mani aperte. Quest'ultima ipotesi, che spiegherebbe l'insistenza di suor Labouré per la realizzazione della statua quale complemento della visione, sarebbe confermata da padre Jules Charles Chevalier, biografo della veggente, nella dichiarazione rilasciata al processo ordinario (17 giugno 1896): «Non mi spiego perché padre Aladel ha soppresso il globo che ella mi ha sempre confermato di aver visto tra le mani della santa Vergine. [...] Sarei portato a credere che ha agito così per semplificare la medaglia e farla accettare più facilmente al pubblico, in un tempo in cui le passioni politiche esercitavano una grande influenza» (Guida, 2000). L'interpretazione di padre Chevalier è però messa in dubbio dagli storiografi: «In mancanza di prove documentarie inoppugnabili, non si può dimostrare che Aladel ed Etienne siano stati indotti a aderire alle richieste di Caterina dalla situazione socio-politica generale» (Burton, 2001).

### Istituzione della festa nel calendario liturgico
A seguito della richiesta presentata dal Procuratore Generale della Congregazione della missione presso la Santa Sede, Padre Natale Barbagli e da Padre Francesco Biondelli al Cardinale Gaetano Aloisi Masella Prefetto della Congregazione dei riti, papa Leone XIII istituì nel 1894 la celebrazione della festa della Beata Vergine Maria della medaglia miracolosa nel calendario liturgico della Chiesa cattolica da celebrarsi ogni 27 novembre.

## Messaggio mariano
Sarebbe stata la Madonna a dire: «Fa' coniare una medaglia su questo modello; le persone che la porteranno con fiducia e che con devozione reciteranno questa breve preghiera, godranno d'una protezione speciale della Madre di Dio». Maria avrebbe inoltre chiarito il senso ultimo della richiesta con queste parole, che la veggente riportò in forma autografa: «Io spando [queste grazie] su coloro che me le domandano [ha inteso Caterina. Lei mi ha fatto] comprendere quant'è piacevole pregare la Santa Vergine e quanto ella è stata generosa con coloro che la pregano. Che grazie ella concede a coloro che gliele domandano, e quale gioia prova nell'accordarle». Sia nella seconda, che nella terza e ultima apparizione (dicembre 1830, data non specificata), la Madonna avrebbe aggiunto: «Questi raggi simboleggiano le grazie che la Santa Vergine ottiene per coloro che gliele domandano» (Laurentin, 1980). Da qui la seguente considerazione: «La medaglia è una miniatura [...] In uno spazio molto piccolo, in modo minuscolo, con un minimo di simboli, essa riassume in tutto la mariologia. In essa si potrebbe trovare una microapocalisse, ossia un insegnamento globale della Chiesa sulla madre del Cristo, proposto per immagine e allegoria» (Guitton, 1997).

### Contesto storico
Il messaggio mariano insito nell'apparizione di rue du Bac emergerebbe anche su un piano traslato, ricordando «la vicinanza del cielo al mondo desolato, dal quale sembrerebbe escluso, un mondo che la Rivoluzione [francese] aveva scristianizzato, secolarizzato, reso orfano». Tramite la Medaglia miracolosa, Maria intendeva così risvegliare «la preghiera, l'iniziativa, lo zelo missionario di quel secolo, che fu esemplare» (Laurentin, 2001). Padre Chevalier insisterà su questo punto: «L'apparizione del 1830 [...] ha segnato la fine di un periodo disastroso per la Chiesa e la società [...] È stata l'inizio di un'era nuova: era di misericordia e di speranza» (Guida, 2000).

#### Rinnovamento vincenziano
Pur se a un livello meno universalistico, notevole fu l'influenza che i fatti di rue du Bac ebbero per le comunità fondate da san Vincenzo de' Paoli. I rivolgimenti rivoluzionari erano stati causa di decadimento nell'osservanza della regola e del venir meno delle vocazioni. Ma la straordinaria fortuna della medaglia determinò il superamento di tali difficoltà. Il 1º gennaio 1855, in un messaggio diretto alla famiglia vincenziana, il superiore generale scrisse: «La Compagnia, rialzatasi a stento dalle sue rovine, non aveva che un'esistenza molto debole e sterile e poche speranze di riprendere un giorno il bel posto che aveva un tempo occupato nella Chiesa, quando una voce misteriosa le annunciò che Dio si sarebbe servito delle due famiglie di San Vincenzo per rianimare la fede. Poco dopo, ebbe luogo, nella cappella della Casa Madre delle Figlie della Carità, l'apparizione di Maria Immacolata che fece nascere la Medaglia Miracolosa. Tale evento si verificò nel 1830. Cominciò allora una nuova era per la Compagnia» (Sicari, 2007). Nel 1837 si contavano 325 case delle Figlie della Carità; nel 1860 erano divenute 1.050, comprese le missioni estere (Guida, 2000); al 31 dicembre 2005 ammontavano a 2.424, per un totale di 21.002 suore.

#### Le Figlie di Maria
Con un rescritto del 20 giugno 1847, Pio IX accordò alle scuole tenute dalle Figlie della Carità la facoltà di costituire un'associazione sotto la protezione della Vergine Immacolata, che adottò la medaglia con un nastro azzurro quale segno distintivo. La confraternita delle Figlie di Maria nacque anch'essa per insistenza di suor Labouré, secondo le indicazioni datele dalla Madonna, con una finalità che aveva pure carattere sociale e missionario, in un'epoca di forte inurbamento e di sviluppo industriale: educare le figlie del popolo, le quali non ricevevano alcuna istruzione perché costrette a lavorare. L'intento edificante era di «arrivare al cuore di Gesù per mezzo della sua Madre Immacolata» (Guida, 2000).

#### Sodalizio della medaglia
L'8 luglio 1909 Pio X diede l'approvazione all'Associazione della Medaglia Miracolosa, nata sul modello delle Figlie di Maria. Ne fanno parte tutti coloro che ricevono l'imposizione liturgica della medaglia che, dopo il Concilio Vaticano II, ogni sacerdote può fare servendosi della formula rituale: in sostanza, ne è membro chiunque porti la medaglia al collo. Pio X arricchì l'associazione di varie indulgenze. Nel caso in cui la medaglia venga smarrita, basta avere l'intenzione di indossarne un'altra, anche non benedetta, perché si possa continuare a lucrare tali indulgenze. Obbligo degli associati è «di portare con amore e di diffondere la Medaglia Miracolosa», invocando spesso la Madonna con la giaculatoria incisa sul recto (Chierotti, 1979).

#### Suore di Maria della Medaglia Miracolosa
Nel 1879, a opera della Figlia della Carità suor Leopoldina Brandis, è sorta a Lubiana la congregazione delle Suore di Maria della Medaglia Miracolosa per l'assistenza agli ammalati e ai moribondi: oggi l'istituto è particolarmente diffusa in Slovenia e in Croazia, ma conta filiali anche in altri paesi europei, in Canada e in Benin.

## Influenze dogmatiche
Le apparizioni di rue du Bac sono indissolubilmente legate alla coniazione della Medaglia miracolosa perché essa, quale tangibile espressione della comunicazione del soprannaturale con l'umano, ebbe il potere di risvegliare l'attenzione verso il fatto mariano, che la devozione e l'iconografia popolare avevano già ampliato e arricchito di molteplici significati, e le cui prerogative attendevano un riordino e una più chiara definizione da parte del Magistero.

### L'Immacolata Concezione
La rapida e straordinaria diffusione della medaglia rinvigorì la pietà mariana immacolista, che fin dall'Alto Medioevo riconosceva tale prerogativa alla Madonna. L'invocazione sul recto era, di per sé, una chiara affermazione di carattere dottrinario, circostanza che indusse molti vescovi a chiedere che nel prefazio della festa della Concezione della Vergine fosse introdotto il termine Immacolata e nelle litanie fosse aggiunta un'invocazione che rammentasse tale privilegio (Aubert, 1964). Per ciò che concerne la diocesi parigina, con una lettera pastorale datata 1º gennaio 1839, monsignor de Quélen annunciò che «per un favore speciale» il Pontefice aveva autorizzato la festa dell'Immacolata Concezione; e a giugno ottenne che le parole «Maria, sine labe concepta» entrassero nelle litanie (Boistel d'Exauvillez, 1840). Dopo il 1840, un gruppo di 51 prelati francesi propose la definizione dell'Immacolata Concezione come dogma di fede, ma Gregorio XVI non acconsentì a questa e a successive istanze, nel timore di reazioni degli ambienti giansenisti e per le reticenze dei vescovi inglesi, irlandesi e, soprattutto, tedeschi, dove le facoltà di teologia giudicavano con sfavore una dottrina troppo poco scientificamente stabilita (Aubert, 1964). Fu Pio IX a rompere gli indugi con la costituzione apostolica Ineffabilis Deus, che l'8 dicembre 1854 introduceva il dogma per «soddisfare ai piissimi desideri del mondo cattolico». Il documento si soffermava pure sull'attesa dei credenti: «Queste richieste sono state nuovamente ripetute nei tempi più recenti, specialmente al Nostro Predecessore Gregorio XVI di felice memoria, e sono state rivolte anche a Noi dai Vescovi, dal Clero secolare, da Famiglie religiose, da Sovrani e da popoli fedeli». Tali passaggi intesero superare le riserve dei teologi, la cui opposizione al riconoscimento derivava dalla mancanza di prove bibliche a sostegno; l'argomento principe invocato dalla Ineffabilis Deus infatti, fu il factum ecclesiae, la fede viva della Chiesa universale (Serra 2, 1996) attraverso i secoli, da ultimo incarnata nella Medaglia miracolosa.

### Il titolo di regina
Pur senza voler introdurre un nuovo articolo di fede, l'enciclica Ad Caeli Reginam di Pio XII (11 ottobre 1954, centenario della Ineffabilis Deus) non è disgiunta dalla profonda rilettura del fatto mariano che le circostanze inerenti alla realizzazione e la circolazione della medaglia avevano messo in moto. La semisfera che sta sotto i piedi della Madonna è attualmente spiegata come l'universo imperfetto di cui ella è signora, in quanto preesistente nel pensiero del Creatore (Guitton, 1997). Nell'economia del piano salvifico, gli straordinari privilegi di grazia che le furono concessi (come affermato in Lc 1,49) erano assoggettati al suo essere destinata a divenire la Madre del Figlio di Dio «Re dei re e Signore dei signori» (Ap 19,16). Chiarisce dunque la Ad Caeli Reginam: «Ne segue logicamente che ella stessa è Regina, avendo dato la vita a un Figlio; che nel medesimo istante del concepimento, anche come uomo, era re e signore di tutte le cose, per l'unione ipostatica della natura umana col Verbo». Ma l'enciclica va oltre: «Tuttavia la beatissima Vergine si deve proclamare regina non soltanto per la maternità divina, ma anche per la parte singolare che, per volontà di Dio, ebbe nell'opera della nostra salvezza eterna».

## Prodigi associati
Senza numero sono i miracoli che si sarebbero ottenuti attraverso la medaglia: la maggioranza, ovviamente, quasi senza possibilità di controllo. Tuttavia vanno ricordati quelli legati alle prodigiose guarigioni dal colera registrate nell'estate 1832, in particolare il caso di Caroline Nenain, 8 anni. La bimba, nella sua classe di place du Louvre, era la sola a non portare l'effigie: e si ammalò; messe in allarme, le suore gliela procurarono, ed ella fu in grado di tornare a scuola il giorno dopo. Il 13 giugno 1833, un soldato di Alençon «rabbioso e blasfemo», indossata la medaglia si mise a pregare e, di fronte alla morte, esclamò: «Quel che mi dà dolore, è d'aver amato così tardi e di non amare di più». Nella Notice del 20 agosto 1834 si raccontò invece d'una donna muta di Costantinopoli che, il 10 giugno precedente, sarebbe guarita grazie alla medaglia (Laurentin, 1980). Ma il fatto più clamoroso fu quello che coinvolse Alphonse Marie Ratisbonne, discendente d'una famiglia di banchieri ebraici, ateo e fiero polemista della devozione cattolica. Nel gennaio 1842, durante un viaggio per il Medio Oriente in vista delle nozze, una serie di coincidenze lo portò a soggiornare a Roma. Qui, ebbe in dono la Medaglia miracolosa. Scrisse nelle sue memorie: «Il mio primo impulso fu di ridere alzando le spalle; ma mi venne l'idea che questa scena avrebbe fornito un brano delizioso alle mie impressioni di viaggio, e acconsentii a prendere la medaglia come un corpo di reato che avrei offerto alla mia fidanzata. [...] Però, nel mezzo della notte fra il 19 e il 20, mi risvegliai di soprassalto: vedevo fissa dinanzi a me una grande croce nera di forma particolare e senza Cristo. Mi sforzai di scacciare quest'immagine, ma non riuscivo a evitarla e da qualsiasi lato mi giravo me la trovavo sempre davanti. Non saprei dire quanto durò questa lotta. Mi riaddormentai; al mattino, svegliatomi, non ci pensavo più». Il 20 gennaio si recò nella chiesa di Sant'Andrea delle Fratte in compagnia d'un amico che doveva dare disposizioni per un funerale; mentre l'altro era impegnato, lui si aggirò tra i banchi; d'un tratto «la chiesa intera scomparve, non vidi più nulla... o piuttosto, Dio mio, vidi soltanto una cosa! [...] afferrai la medaglia che avevo al petto e baciai con effusione l'immagine della Vergine risplendente di grazia... Oh, era davvero lei!» (Guitton, 1997). Quella di Ratisbonne, che al momento del prodigio aveva solo una vaga idea della concezione religiosa cristiana e d'improvviso fu in possesso per intero dei dogmi e della dottrina, è classificata come una conversione istantanea e perfetta, un'irruzione del divino capace di spazzare ogni dubbio e ogni ostacolo alla fede.

## Anticipatrice di Lourdes
Quando, nel 1858, suor Labouré udì raccontare delle apparizioni a Bernadette Soubirous, non ebbe esitazioni: «È la stessa» disse (Laurentin, 1980). Ciò che le visioni di rue du Bac avevano messo in moto dunque, e di cui la medaglia rappresentava il tangibile compimento, trovò infine sbocco a Lourdes, dove la Madonna affermò in modo solenne il dogma che Pio IX aveva proclamato appena quattro anni prima, dichiarando: «Io sono l'Immacolata Concezione». Poiché a quell'epoca circolavano alcune varianti della medaglia, è da notare che Bernadetta ne portava al collo una spuria, sul cui verso era effigiata santa Teresa d'Avila (Guida, 2000).

## Vessillo dell'Europa
Le 12 stelle in campo azzurro della bandiera dell'Europa si rifanno esplicitamente alla simbologia mariana di Ap 12; tuttavia, per essere compresa in modo corretto, la questione va scomposta secondo due linee di eventi. Il primo fa capo alla risoluzione approvata l'8 dicembre 1955 dal Consiglio d'Europa: il bozzetto vincitore, opera di Arsène Heitz, fu preferito perché le stelle corrispondevano a un numero di perfezione e di pienezza per la cultura del mondo antico e medievale (i 12 segni zodiacali, le 12 fatiche di Ercole, i 12 figli di Giacobbe, le 12 tribù d'Israele, i 12 fasci littori della Roma monarchica, i 12 apostoli, i 12 mesi dell'anno, le 12 ore del quadrante, i 12 cavalieri della Tavola rotonda), indipendente dal numero di nazioni che avrebbero aderito alla futura federazione. L'11 aprile 1983 la bandiera è stata fatta propria anche dal Parlamento europeo e, dal 1986, è divenuta vessillo dell'Unione europea. Secondo le dichiarazioni del belga Paul Michel Gabriel Lévy, che nel 1955 presiedeva la commissione giudicatrice, la scelta fu scevra da influenze di carattere religioso. Il secondo aspetto invece riguarda l'ispirazione di Heitz: l'idea nacque mentre stava leggendo la storia di suor Labouré e della medaglia, di cui divenne un devoto (Messori, 2008), e le 12 stelle riprendevano proprio quelle che compaiono nell'incisione. Il suo bozzetto, selezionato fra i 101 pervenuti, fu spiegato alla commissione giudicatrice senza riferimenti di tipo devozionale, per non urtare suscettibilità in tal senso: e così venne approvato. In questa chiave, la vicenda è stata interpretata come «un'astuzia della Storia» 'orchestrata' dal Cielo (Messori, 2003) in un giorno (8 dicembre, festa dell'Immacolata Concezione) che più simbolico non avrebbe potuto essere, malgrado la data fosse stata fissata secondo uno scadenziario politico. «Così, almeno, pensavano gli eurocrati; i quali sembrano davvero essere serviti da strumenti inconsapevoli di un piano che li ha travalicati» (Messori, 2008).

## Calendario liturgico
La Beata Vergine Maria della Medaglia Miracolosa dal 1894 si festeggia, al termine d'una novena, il 27 novembre alle ore 17, ovvero, come recita la supplica «proprio nel giorno ed ora benedetta, da te prescelta per la manifestazione della tua Medaglia» (Chierotti, 1979). La novena perpetua di norma si tiene ogni sabato, o almeno al 27 di ogni mese, con la recita integrale del rosario: tre corone (restano a discrezione del fedele i misteri luminosi, voluti da Giovanni Paolo II nel 2002), poiché di quindici poste (misteri) ovvero gaudiosi, dolorosi e gloriosi erano quelle corrispondenti ai 15 anelli che la Madonna portava durante l'apparizione a suor Labouré (Guitton, 1997).